# Rufus Harley
Pour les articles homonymes, voir Harley.
 (mai 2009).
Si vous disposez d'ouvrages ou d'articles de référence ou si vous connaissez des sites web de qualité traitant du thème abordé ici, merci de compléter l'article en donnant les références utiles à sa vérifiabilité et en les liant à la section « Notes et références ».
Rufus Harley, (né le 20 mai 1936 à Raleigh en Caroline du Nord, aux États-Unis et décédé le 31 juillet 2006 à Philadelphia's Albert Einstein Medical Center à Philadelphie d'un cancer de la prostate), est un sonneur de cornemuse, saxophoniste, flûtiste et hautboïste.
Rufus Harley grandit à Philadelphie, Pennsylvanie, et débute au saxophone en ut dans l'orchestre de la Cain School. À seize ans, il commence à se produire en club, tout en gagnant sa vie comme éboueur. À 22 ans, il commence l'étude du saxophone, de la flûte, du hautbois et de la clarinette auprès de Dennis Sandole (en).
En 1963, fasciné par le Black Watch Bagpipe Band qui joue à l'enterrement de John Fitzgerald Kennedy, il essaie de reproduire le son de la cornemuse au saxophone ; en vain, aussi finit-il par en acheter une. Au cours des années, on l'entend aux côtés de Herbie Mann et Sonny Stitt (1966) ou Sonny Rollins (1974).
Il faut savoir passer outre l'aspect folklorique (Rufus Harley se produit généralement en kilt) et les ressources harmoniques limitées de la cornemuse : l'emploi des multisons, la possibilité de produire un son ininterrompu sans recourir à la respiration circulaire font de la musique de Rufus Harley un prolongement de celle de John Coltrane.